# Höstspindel
Höstspindel (Metellina segmentata) är en art i familjen käkspindlar. 

## Kännetecken
Höstspindeln är ganska variabel till utseendet, men färgteckningen går vanligen i gulaktiga till brunaktiga nyanser med finare, mörkare detaljer. Honan är omkring 6,5 till 9 millimeter, medan hanen är något mindre, ungefär 6 till 7,5 millimeter. 

## Utbredning
Förekommer i den palearktiska regionen, bland gräs, örter och buskar i öppna till halvöppna områden, som skogsbryn och gläntor. Den är även vanlig i trädgårdar.

## Levnadssätt
Höstspindelns nät är hjulformat med oval och öppen nav och har vanligen över 20 ekrar. De fullvuxna spindlarna ses från augusti till oktober. Under denna tid söker hanarna efter honor och när en hane hittar en honas nät väntar han i dess utkant tills ett byte fastnat i det. Först när honan fångat bytet och börjat spinna in det närmar sig hanen henne och påbörjar uppvaktningen. 
Livscykeln är vanligen ettårig och äggen övervintrar i en kokong, men i de nordligaste delarna av utbredningsområdet tar det längre tid för spindlarna att nå mognad än i de sydligare och där kan arten ha en tvåårig livscykel.